# Screen Rant
Screen Rant — новостной инфотейнмент-портал, который был запущен в 2003 году. На сайте публикуются новости в областях телевидения, фильмов, компьютерных игр. Сайт был основан Виком Хольтреманом, первоначально его штаб-квартира находилась в Огдене, Юта. Также Screen Rant имеет YouTube-канал, у которого более 5 миллионов подписчиков и 2 миллиардов суммарных просмотров.
Со временем Screen Rant стал освещать такие мероприятия, как красные дорожки в Лос-Анджелесе, Нью-Йоркский кинофестиваль и San Diego Comic-Con International.
В 2015 году Screen Rant был приобретён компанией Valnet, Inc., онлайн медиа-издателем, базирующимся в Монреале.